# Stift Wetter

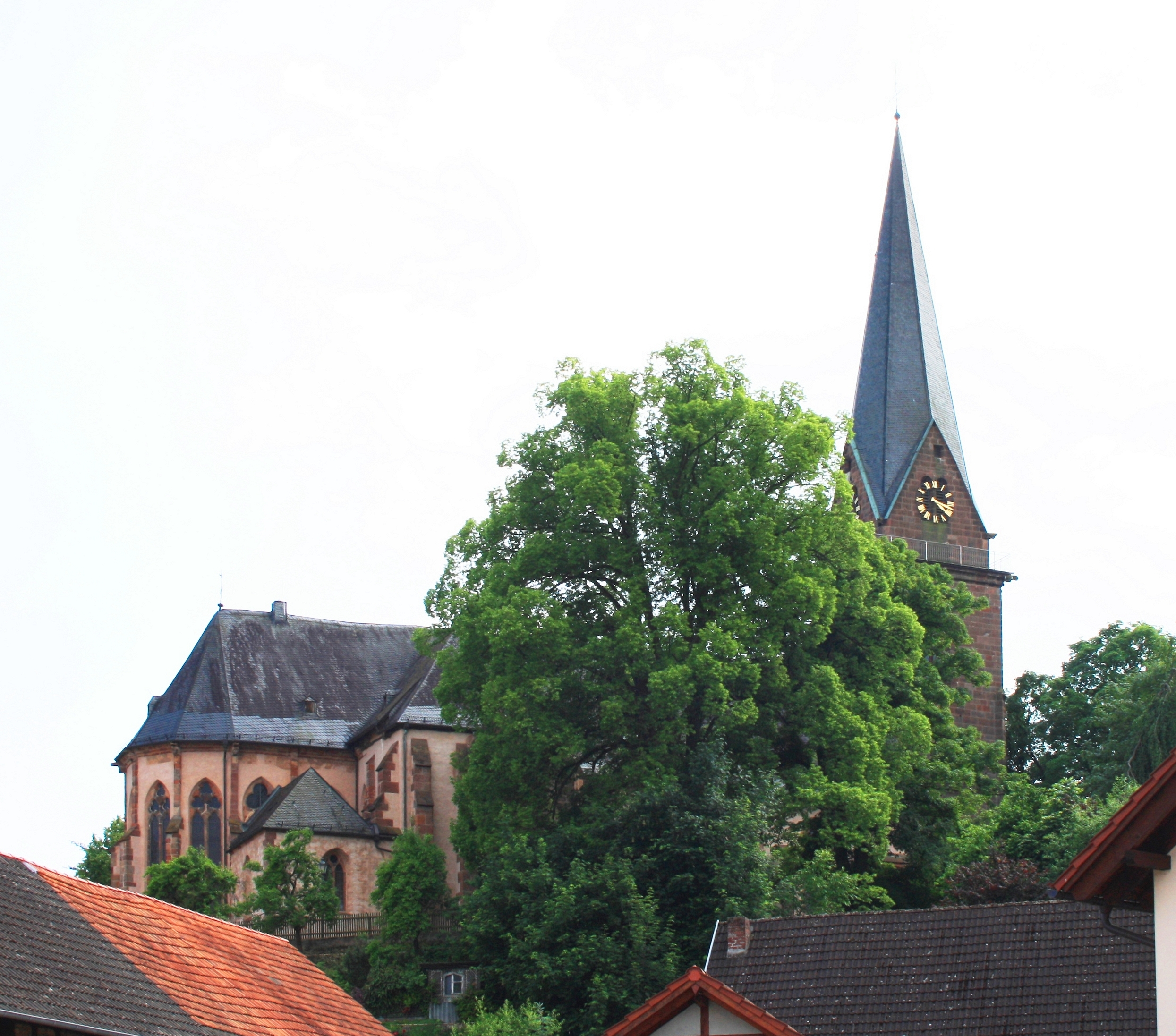
Die Stiftskirche zu Wetter von Nord-Osten

Das Stift Wetter ist ein ehemaliges Kanonissenstift und liegt, das Tal der Wetschaft überragend, erhöht auf dem heutigen Klosterberg im Zentrum der hessischen Kleinstadt Wetter im Landkreis Marburg-Biedenkopf.
Die Gründung erfolgte nach einer lokalen Tradition und gestützt durch archäologische Beweise wohl Anfang des 11. Jahrhunderts. Das Stift war längere Zeit Konfliktpunkt zwischen dem Erzbistum Mainz und den Landgrafen von Hessen. Im 15. Jahrhundert setzten sich die Landgrafen durch. Wegen der schlechten Überlieferungslage lässt sich die innere Geschichte des Stifts nur fragmentarisch nachzeichnen. Nach der Reformation nach 1526/27 wurde das Stift aufgehoben. Seit dem Mittelalter war mit dem Stift eine Schule verbunden, die auch nach der Reformation weiter existierte. Zum einstigen Stiftsgelände gehörten außerdem ein Wohnhaus für die Priester, der sogenannte Vierherrenhof, eine Frühmesskirche und Wohn- und Wirtschaftsgebäude für die Stiftsdamen. Die frühgotische Kirche des ehemaligen Stifts dient heute als lutherische Pfarrkirche des Kirchspiels Wetter mit den Ortschaften Wetter, Niederwetter und Todenhausen.

## Geschichte

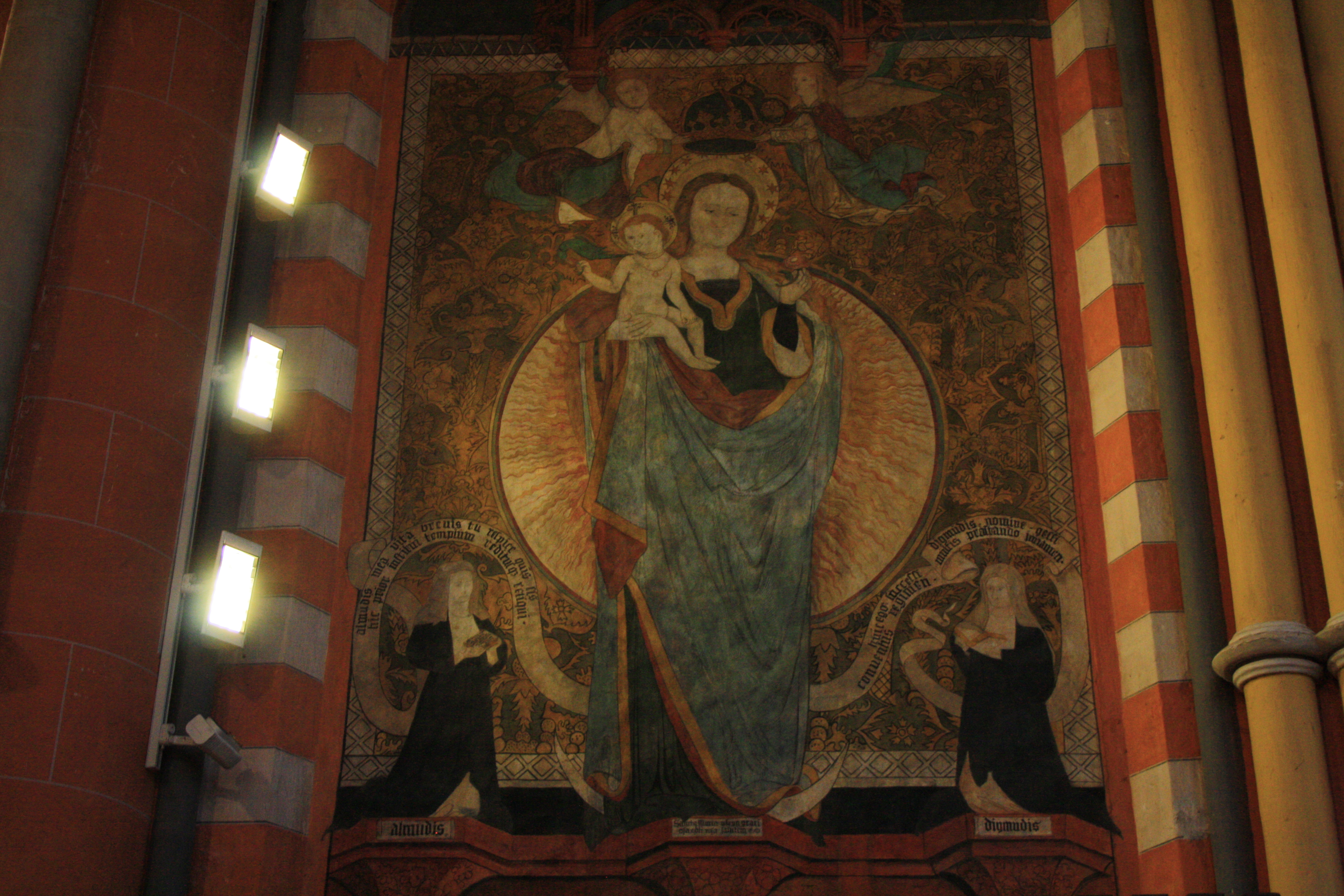
Maria mit den beiden bittenden Stifterinnen Almudis und Digmudis, Gemälde an der Nordwand des Chores

### Forschungsstand
Die Aufarbeitung der Geschichte des Stifts von seinen Anfängen bis zur Reformation ist nicht einfach. Zum einen ist die ohnehin spärliche Literatur meist veraltet, zum anderen ist die Quellenlage unzureichend. Eine stiftseigene urkundliche Überlieferung findet sich bruchstückhaft erst ab dem 13. Jahrhundert. Der Forschungsstand wurde 2002 in der Zeitschrift für hessische Geschichte und Landeskunde wie folgt beschrieben: „Zur mittelalterlichen Geschichte Wetters liegt keine modernen Ansprüchen genügende Gesamtdarstellung vor.“ Seitdem gab es in der Erforschung des Stifts keine nennenswerten Fortschritte.

### Gründung
Das genaue Datum der Gründung des Stifts lässt sich nicht mehr bestimmen. Eine lokale Tradition, die in dieser Form allerdings erst Ende des 16. Jahrhunderts fassbar ist, überliefert, das Stift Wetter sei im Jahr 1015 von zwei schottischen Schwestern königlichen Geschlechts, Almudis und Digmudis, gegründet worden. Da sich in der Stiftskirche die Namen dieser beiden angeblichen Stifterinnen auf dem sogenannten Gründerstein aus dem 13. Jahrhundert finden, scheint diese Legende zumindest einen wahren Kern zu haben, wenn auch jede Datierung fehlt und die Inschrift keine Zuweisung zum schottischen Königshaus vornimmt.
Als Ende der 1950er Jahre eine Warmluft-Heizung eingebaut werden sollte, stieß man auf eine romanische Krypta unterhalb der Sakristei und auf weitere Mauerreste eines romanischen Vorgängerbaus. Der bauhistorische Befund lässt für die Erbauung auf die Zeit zwischen 1000 und 1050 schließen. 1983 wurde bei weiteren Grabungen in der Verfüllung der Grundmauer eines ehemaligen Hauses auf dem Kirchhof eine romanische Säule gefunden, die ebenfalls in die Mitte des 11. Jahrhunderts datiert werden kann. Bereits 1859 war bei Restaurierungsarbeiten am Querhaus ein Wormser Pfennig aus der Regierungszeit des Kaisers Heinrich II. gefunden worden. Alle diese Indizien lassen darauf schließen, dass die Gründung des Stiftes vermutlich im frühen 11. Jahrhundert anzusetzen ist.

### Erstnennung, Herrschaft über die Stadt Wetter
Die früheste Nennung des Stifts geht auf eine Schenkungsurkunde des Erzbischofs Ruthard von Mainz an das Kloster Disibodenberg aus dem Jahr 1108 zurück, in der Güter angeführt werden, die iuxta Wetteram abbaciam („in der Nähe der Abtei zu Wetter“) liegen. Ein Mannlehenverzeichnis, das aus dem Anfang des 13. Jahrhunderts stammt, nennt Güter in der näheren Umgebung Wetters (u. a. in Oberwetter, Oberrosphe, Unterrosphe, Niederwetter, Amönau), weiter südwestlich u. a. in Michelbach, Siegemannshausen, Sarnau und Caldern, im Norden über den heutigen Landkreis Waldeck-Frankenberg (mit Bockendorf und Selen) bis in den heutigen Landkreis Kassel (mit Altendorf und Beldershausen) und den Schwalm-Eder-Kreis (mit Kirstenhausen), im Osten bis ins Amöneburger Becken (Rosdorf) und im Süden bis Fronhausen.
Ab 1223 lassen sich für Wetter Stadtrechte vermuten, die Herrschaft über diese Stadt hatte bis ins 14. Jahrhundert die Äbtissin des Stifts inne.

### Streit zwischen dem Erzbistum Mainz und der Landgrafschaft Thüringen (1238 bis 1263)
Im Jahr 1238 verkauften die Grafen von Battenberg die Hälfte ihrer Grafschaft Stiffe, die auch den Gerichtsbezirk (Zent) Wetter einschloss, an Erzbischof Siegfried III. von Mainz. Zu dieser Zeit war aber bereits der Ludowinger Landgraf Hermann II. von Thüringen Vogt des Stiftes, ein Amt, das wohl ursprünglich die Gisonen innehatten. Der Landgraf strebte danach, sich aus dem Lehnsverhältnis zum Mainzer Erzbischof zu lösen, seine Besitzungen in Hessen weiter auszubauen und die Verbindung zwischen der kurz zuvor gegründeten Burg Frankenberg und dem Marburger Raum zu sichern. Noch im selben Jahr eroberte er Stadt und Stift Wetter.
Als 1241 mit dem Tod Herrmanns das thüringische Landgrafengeschlecht im Mannesstamm ausstarb, versuchte der Erzbischof erneut, seine Ansprüche geltend zu machen. Die Folge waren lange Auseinandersetzungen mit Sophie von Brabant, die ihrerseits versuchte, die Herrschaft über die landgräflichen Besitzungen in Hessen für ihren noch minderjährigen Sohn Heinrich zu erlangen. In diese Zeit fällt auch der Bau der Mainzer Burg Mellnau, die der Erzbischof zum Schutz des Stifts errichten ließ. Der Konflikt konnte am 10. September 1263 im Langsdorfer Vertrag zwischen Landgraf Heinrich I. von Hessen, dem Sohn Sophies von Brabant, und Erzbischof Werner von Mainz, einem Neffen des 1249 verstorbenen Siegfried III., beigelegt werden. Nunmehr hatte das Stift Wetter zwei Herren, den Erzbischof und den Landgrafen. Dieser Umstand findet sich auch symbolisch im heutigen Wappen der Stadt Wetter wieder.

### Erneute Kämpfe zwischen Mainz und Hessen (1356 bis 1427)
Der Friede hielt zwar lange, doch beide Parteien hatten ihre Ansprüche keineswegs aufgegeben. In den Jahren 1356/57 und 1360/61 kam es zu kriegerischen Auseinandersetzungen zwischen Mainz und Hessen, unter denen vor allem die Feldflur des Stiftes litt. 1366 griff sogar Kaiser Karl IV. vermittelnd ein. Als Landgraf Hermann II. von Hessen 1367 Mitregent seines Onkels Heinrich des Eisernen in Hessen wurde, sammelte sich ein großer Teil der ansässigen Ritterschaft, auch die Herren von Hatzfeld, die mit dem Mainzer Anteil der Stiftsvogtei belehnt waren, unter dem Banner des Grafen Gottfried VIII. von Ziegenhain und bildeten den sogenannten Sternerbund. Von der Mainzer Burg Mellnau aus griffen sie Wetter an, konnten sich aber nicht gegen das mächtige Landgrafenhaus durchsetzen. Der Sohn Hermanns II., Ludwig der Friedfertige, ließ sich schließlich nach seinem entscheidenden Sieg im Mainzisch-Hessischen Krieg am 8. Dezember 1427 in Frankfurt am Main unter anderem die Schirmherrschaft über die Vogtei Wetter übertragen. Damit hatte Mainz faktisch jeglichen Einfluss verloren.

### Reformation (ab 1526/27), Auflösung des Stifts
Die Reformation, die in Wetter nach der Homberger Synode 1526/27 eingeführt wurde, brachte einen starken strukturellen Wandel für die Stadt, deren geistlichen und wirtschaftlichen Mittelpunkt das Stift bislang dargestellt hatte. Ursprünglich hatte man geplant, das Stift beizubehalten und im lutherischen Sinne weiterzuführen; die adligen Stiftsdamen sollten entweder in Wetter bleiben oder in das gleichartige Kloster Kaufungen umgesiedelt werden, bürgerliche Stiftsdamen hingegen in das Kloster Germerode verlegt werden. Schließlich wurde das Stift jedoch aufgelöst und alle seine Besitzungen der hessischen Ritterschaft zur Unterstützung der Aussteuer ihrer Töchter zugedacht. Ein Stiftsvogt verwaltete von da an die Güter, die zu diesem Zweck nach und nach veräußert wurden. Die Patronatsrechte über Unterrosphe, Bellnhausen und Viermünden nahm Landgraf Philipp an sich; diejenigen über die Kirche in Wetter wurden dem Rat der Stadt übergeben. Damit besaß Wetter nun eine große Kirche, jedoch nicht mehr die Stiftungsgüter, die zu ihrem Erhalt bestimmt gewesen waren, wodurch die Instandhaltung des Gebäudes beeinträchtigt wurde. Hatten 1503 noch sieben Priester in Wetter im kirchlichen Dienst gestanden, blieb nach der Reformation davon nur eine Pfarrstelle erhalten, außerdem ein Diakon und das Amt des Schulmeisters. Der bisherige Wohnsitz der Pfarrer, der Vierherrenhof, wurde später als Hospital genutzt. Den in Wetter verbliebenen Geistlichen baute man auf dem Klosterberg zwei neue Pfarrhäuser. Die Stiftsdamen wurden mit Geld und Naturalien abgefunden und kehrten in ihre Familien zurück. Der letzten Äbtissin, Gertrude Döring, wies man in Wetter eine Wohnung zu. Damit endete die Geschichte des Stifts Wetter als geistliche Institution.

## Leitung des Stifts, Struktur und Außenbeziehungen
Den Vorsitz des Stiftskapitels hatte die Äbtissin. Sie leitete das Stift und vollzog Rechtsakte mit ihrem eigenen Siegel. Bis etwa 1355 gehörte sie dem hohen Adel an, später dem niederen landsässigen Adel. Ihr unterstellt war die Pröpstin, die von der Äbtissin selbst berufen wurde. Sie hatte die Äbtissin in allen wichtigen Angelegenheiten zu vertreten und war von ihr mit der wirtschaftlichen Verwaltung des Stifts beauftragt. Äbtissin und Pröpstin legten im Gegensatz zu den restlichen Kanonissen die monastischen Gelübde ab. Die Küsterin hatte die Aufsicht über die wichtigen liturgischen Geräte und verwahrte alle wichtigen Schlüssel des Stifts und das Siegel.
Das Stiftskapitel setzte sich zusammen aus der Äbtissin, der Pröpstin und allen anderen voll aufgenommenen Kanonissen. Hinzu kam das sogenannte „Vierherrenkollegium“, der Klerus des Stifts. Es wurde hinzugezogen bei Fragen, die das gesamte Stift betrafen, zum Beispiel die Besetzung der Pfarrämter, die dem Patronatsrecht des Stiftes unterstanden, oder Fragen, die den Besitz und die Güter des Stifts betrafen. Dieses Vierherrenkollegium bestand aus dem vorsitzenden Pleban, der zugleich den Pfarrdienst in der Stadt ausübte, und drei weiteren Geistlichen, die im Dienste des Stifts standen. Während der Pleban auf Vorschlag des Stiftskapitels vom Mainzer Erzbischof eingesetzt wurde, wurden die restlichen vom Kapitel selbst gewählt. Oft übernahmen Kleriker des Stifts, vermutlich aufgrund der schlechten Bezahlung, zusätzliche Ämter in anderen Gemeinden. 1470 wurden zwei Frühmessner im Dienst des Stiftes genannt. 1493 kam ein Beneficium für einen weiteren Priester hinzu, der vom Stiftskapitel und dem Rat der Stadt gemeinsam bestimmt wurde.
Gegen Ende des 15. Jahrhunderts standen zusammen mit dem Rektor der Stiftsschule acht Kleriker im Dienste des Stiftes. Namentlich waren das: der Pleban Mengotus Schnell, die drei Präbendare Heinrich Harthe aus Halsdorf, Johann Eschenborn und Johann Menchin, der Rektor der Schule Johannes Willn, die Frühmessner Hermann und Johannes Gottschalk und der Benefiziat Ludwig Seifert. Dieses Stiftskapitel konnte sich jedoch gegen den Willen der Äbtissin oder des übermächtigen Vogts, der immerhin zeitweise der Landgraf selbst war, kaum durchsetzen. Besonders deutlich wurde dies 1380, als Landgraf Hermann II. einen eigenen Amtmann einsetzte, der die gesamte Finanzverwaltung des Stiftes übernehmen sollte.

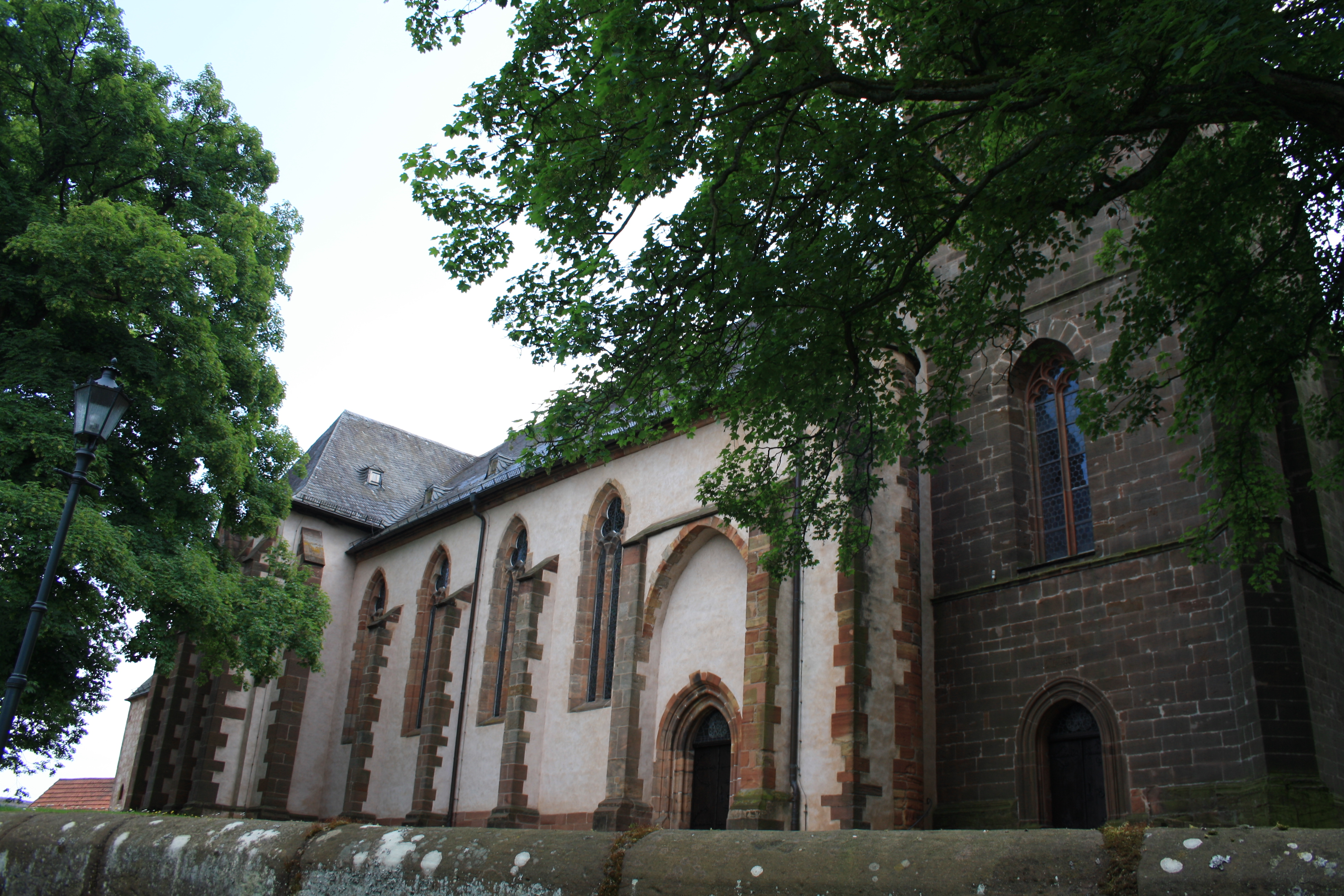
Stiftskirche von Nord-Osten

Folgende Äbtissinnen sind überliefert:
- Almudis (11. Jahrhundert; der Legende nach Gründerin und erste Äbtissin, bezeugt in Inschriften des 13. Jahrhunderts)[19]
- Digmudis (11. Jahrhundert; der Legende nach Schwester und Nachfolgerin der Almudis, bezeugt in Inschriften des 13. Jahrhunderts)[19]
- Lutrudis (siegelte auf einer Urkunde des Jahres 1235)[20]
- Elisabet (siegelte auf einer Urkunde des Jahres 1259 und 1279)[20]
- Lucardis (siegelte auf einer Urkunde des Jahres 1292)[20]
- Agnes, Gräfin von Wittgenstein (1317)[21]
- Schwanhild (1352 und 1357 in Urkunden genannt)[22]
- Hildegard von Elle (1366–1395[23][18] bereits 1357 als Pröpstin genannt)
- Elisabeth von Dernbach (1395 in einer Urkunde genannt)[24]
- Elisabeth von Dorfeld (1467 genannt)[25]
- Lisa Rode (1493 als Äbtissin genannt, vorher bereits Pröpstin unter Elisabeth von Dorfeld)[26]
- Anna Toley (1503 als Äbtissin genannt)[27]
- Elisabeth von Brubeck († 7. Januar 1512, bereits 1493 als Pröpstin genannt,[26] auf ihrem Grabstein als abtia[28] bezeichnet)
- Gertrude Döring (1512–1528)[29]

## Stiftsschule
Zur Einrichtung des Kanonissenstifts gehörte bereits im 13. Jahrhundert eine Bibliothek und eine Schule (auch Academiola Wetterana). Während die Bibliothek keine besondere Erwähnung in den Quellen findet und ihr Bestand heute zum Großteil nicht mehr überliefert ist, da viele der Bücher nach Kassel gebracht wurden, wo sie 1943 bei Bombenangriffen verbrannten, finden sich Überlieferungen zu Schülern und Lehrern der Wetteraner Stiftsschule in ganz Europa. In einer Mainzer Urkunde vom 12. August 1266 wird ein gewisser „Magister Conradus, Scholasticus eccles. in Wethere“ genannt. Hierbei handelt es sich um die früheste, freilich indirekte, Erwähnung der Stiftsschule. Der Scholasticus (oder Scholaster) war Leiter der Stiftsschule. In einer Urkunde des Klosters Caldern, datiert auf den 22. November 1323, wird ein Heinrich als „Rektor der Schüler zu Wetter“ genannt. Aus dem Jahre 1472 ist der aus Wetter stammende Johannes Willn als Scholaster belegt. Schüler aus Wetter tauchen in den Matrikelbüchern der Universitäten Erfurt, Köln und Straßburg und natürlich Marburgs auf, sogar an ausländischen Universitäten, unter anderem Paris, Genf, Bologna und Rom. Der Stadtchronist Johannes Jacob Plitt (1727–1773) nennt über 200 Namen von Einwohnern Wetters, die sich nach dem Besuch der Schule in Wetter an in- und ausländischen Universitäten einschrieben.
Unterrichtet wurden zunächst vermutlich nur Kinder adliger Herkunft. Die Töchter adliger Familien, die bereits mit sieben Jahren in die Stiftsgemeinschaft eintraten, sollten so befähigt werden, sich sinnvoll in die Arbeit des Stifts einzugliedern und theologische Schriften zu lesen. Für die adligen Söhne verhieß diese Ausbildung aussichtsreiche Posten im Klerus. Im späten Mittelalter wurden dann auch immer häufiger Bürger der Stadt Wetter und der umliegenden Gemeinden an der Stiftsschule aufgenommen. Nach der Reformation behielt die Schule ihre Bedeutung und konnte sie sogar noch steigern. Der erste Rektor der neu gegründeten „Lateinschule“ war ein Johannes Haw, der bereits seit 1514 „Ludimagister“ (Rektor) der alten Stiftsschule gewesen war. Sein Nachfolger wurde Justus Vultejus, unter dessen Rektorat die Schule hohes Ansehen erlangte. Im 16. und 17. Jahrhundert brachte diese Schule eine beachtliche Menge bedeutender Schüler aller Wissenschaftsbereiche hervor. Besonders hervorzuheben ist die große Zahl an Theologen, die vor allem in Oberhessen Pfarrämter besetzten oder auf Professuren für lutherische Theologie berufen wurden.
Zu den bedeutenden Schülern zählen:
- Euricius Cordus aus Simtshausen (1485–1535), Dichter und Mediziner
- Johann Dryander (1500–1560), Anatom, Arzt, Mathematiker und Astronom
- Johannes Pincier (1521–1591), Theologe, Pfarrer in Wetter
- Volkwin Vigelius (≈1516–1579), Mediziner und Mathematiker, Leibarzt Philipps des Großmütigen
- Friedrich Sylburg (1536–1596), Gräzist, Bibliothekar zu Heidelberg
- Wigand Orth (1537–1566), Alttestamentler
- Johannes Croll (≈1553–1619), kalvinistischer Pfarrer und Konvertit[35]
- Eberhard Mesomylius (1570–1630), Professor für Theologie an der Universität Rinteln
- Heinrich Eckhard (1580–1624), Superintendent in Altenburg
- Johannes Combach (1585–1651), Theologe

Zu den bedeutendsten Lehrern zählen Justus Vultejus (1555–1634), Pädagoge, Philologe und Theologe, sowie Johannes Rauw († 1600), Kosmograph und Kirchenliedkomponist (Wetterer Gesangbuch).

## Stiftskirche

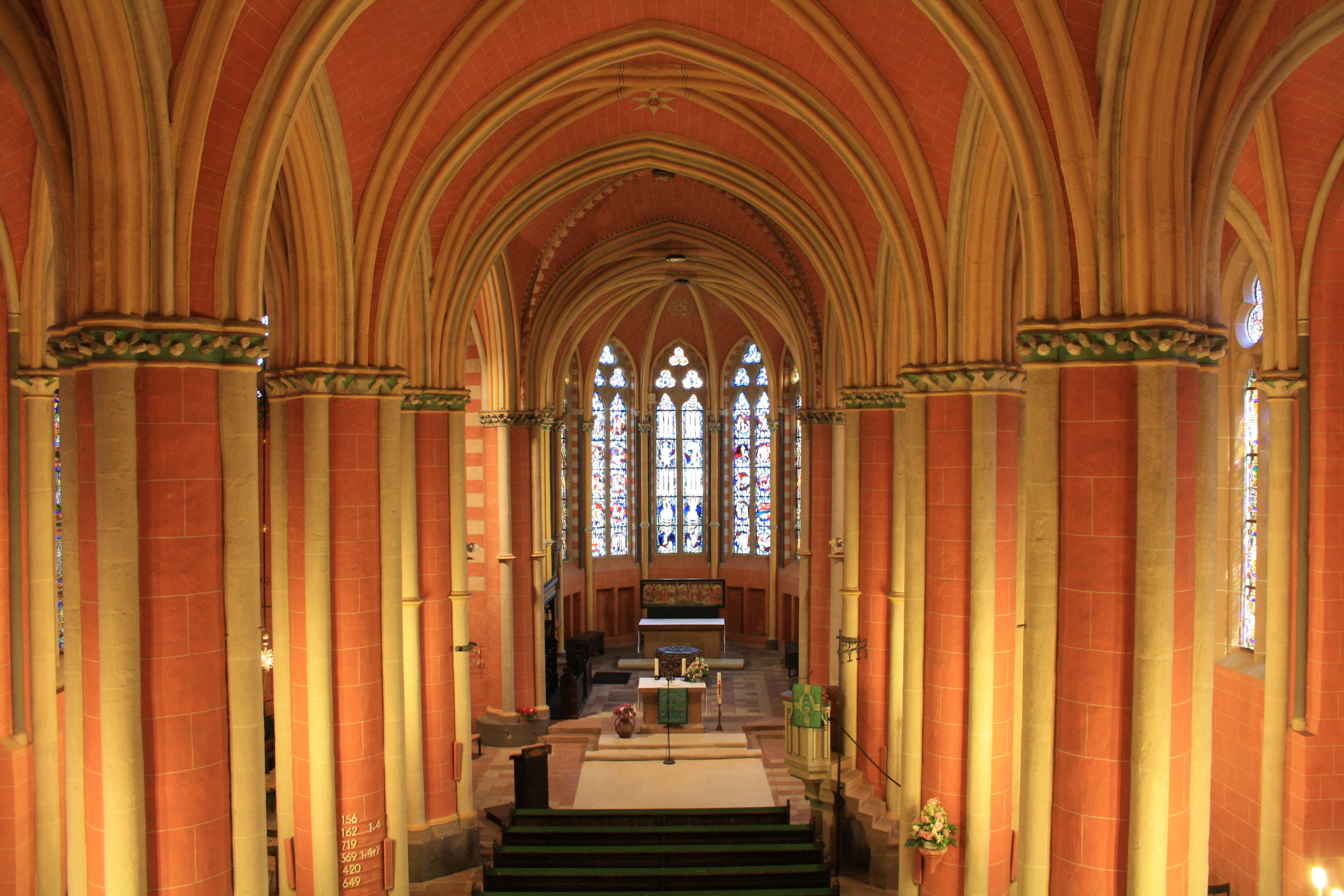
Innenraum der Stiftskirche mit Blick von der Orgelempore auf das Mittelschiff in Richtung Osten

Die frühgotische Stiftskirche unter dem Patronat der Maria entstand wohl zwischen 1240 und 1270. Es handelt sich um eine dreischiffige, gedrungene Hallenkirche zu fünf Jochen mit Querschiff und Chor mit einem Joch. Bauliche Vorbilder lassen sich wohl in der Elisabethkirche in Marburg und dem Kloster Haina finden. Ein romanisches Portal an der Südfront und das Mauerwerk im unteren Bereich der Seitenschiffaußenwände lassen darauf schließen, dass ein Teil des Mauerwerks eines romanischen Vorgängerbaus aus dem 11. Jahrhundert miteinbezogen wurde. Brandspuren am Mauerwerk der 1958–61 ergrabenen romanischen Krypta weisen auf eine Zerstörung dieses Baus durch Feuer hin. Der heutige Westturm wurde erst 1506 errichtet, bis zu seiner Kürzung 1783 (vermutlich aufgrund eines Blitzeinschlags) hatte er eine Höhe von knapp 100 m und war damit der höchste Kirchturm Hessens. 1869 wurde er abgetragen und 1871 durch einen Helm mit vier Ecktürmchen ersetzt. Der heutige Spitzhelm geht auf einen Entwurf des Landeskonservators Hans Feldtkeller zurück und wurde in den Jahren 1957–58 errichtet, die Gesamthöhe des Turmes beträgt heute ca. 62 m. Der Befund des Dachstuhls (nach dendrochronologischen Untersuchungen: 13. Jh.) über dem Mittelschiff legt nahe, dass die Kirche, wie in Haina, ursprünglich einen Dachreiter besaß. Die Rundbasen der westlich gelegenen Pfeiler könnten auf einen ursprünglich anders geplanten Grundriss mit zwei westlichen Türmen hinweisen. Die Innenbemalung der Kirche mit der charakteristischen frühgotischen Quaderung, die eine markante Ähnlichkeit zu der des Klosters Haina aufweist, wurde 1961–64 bei der Restaurierung der Kirche wiederhergestellt. Heute dient sie der lutherischen Gemeinde in Wetter als Pfarrkirche und trägt die Widmung „St. Marien vom Himmelreich“.

### Ausstattung
Zur Ausstattung der Kirche gehört, neben den wiederhergestellten Wandbemalungen, eine an der nördlichen Chorwand befindliche, zur Wende des 15./16. Jahrhunderts entstandene Malerei einer Marienkrönung. Zu Füßen der Maria unter einem spätgotischen Baldachin, die den Jesusknaben auf dem rechten Arm hält, knien die zwei Stiftsgründerinnen Almudis und Digmudis im Gewand der Benediktinerinnen. Darunter steht ein im Jahre 1466 von dem Wetterer Pfarrer Johannes Seilwinder gestifteter, reich mit Schnitzereien geschmückter Zelebrantenstuhl. Auf derselben Seite auf Höhe des Altars befindet sich das Sakramentshäuschen, dessen Bildschmuck 1545 von dem von Zwingli beeinflussten Pfarrer Johannes Pincier entfernt wurde. Die Ähnlichkeit zu dem Sakramentshaus des Klosters Haina lässt vermuten, dass es sich um denselben Künstler handelt, Tyle von Frankenberg. Der Hochaltar stammt in seiner jetzigen Gestalt aus dem Jahre 1625, nachdem er 1606 im Rahmen der Reformbewegung des Landgrafen Moritz zerstört wurde. An der Südwand des Chores befindet sich eine 1,80 m lange, mit fünf Schlössern versehene Holztruhe aus dem Jahre 1530, der sogenannte „Kirchenkasten“. Zudem finden sich einige Grabsteine und Gedenksteine Wetterer Bürger und Adliger im Innenraum der Kirche.

#### Retabel

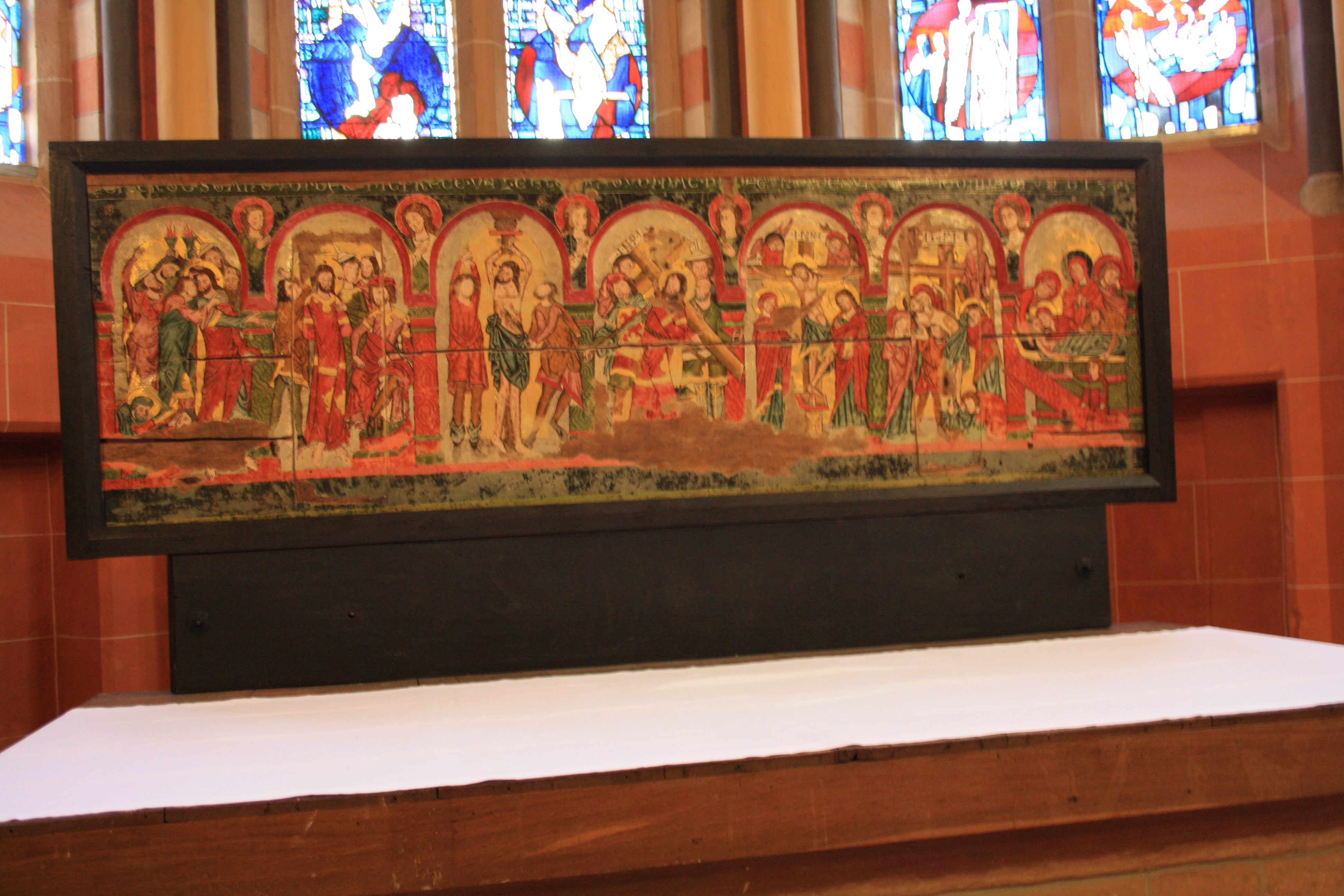
Retabel des Hochaltars

Das auf dem Hochaltar stehende, 2,40 m breite und 0,73 m hohe Retabel ist von besonderem Wert, da es wohl in die Zeit um 1250 datiert und somit vermutlich eines der ältesten Retabel auf deutschem Boden ist. Aufgrund des Alters kann davon ausgegangen werden, dass es bereits in der romanischen Vorgängerkirche stand. Unter sieben plastischen Rundbögen werden Szenen der Passion Christi dargestellt: Gefangennahme, Verhör durch Pilatus, Geißelung, Kreuzweg, Kreuzigung, Kreuzabnahme und Grablegung. Am rechten Rand kniet der bittende Stifter des Bildes in grünem Untergewand und langem roten Übergewand, dessen Name mit „Volpertus“ angegeben ist. Der Name des Künstlers ist unbekannt. Das Retabel ist an einigen Stellen stark beschädigt, da es lange Zeit als Lehne für das Kirchengestühl genutzt wurde.

#### Taufstein

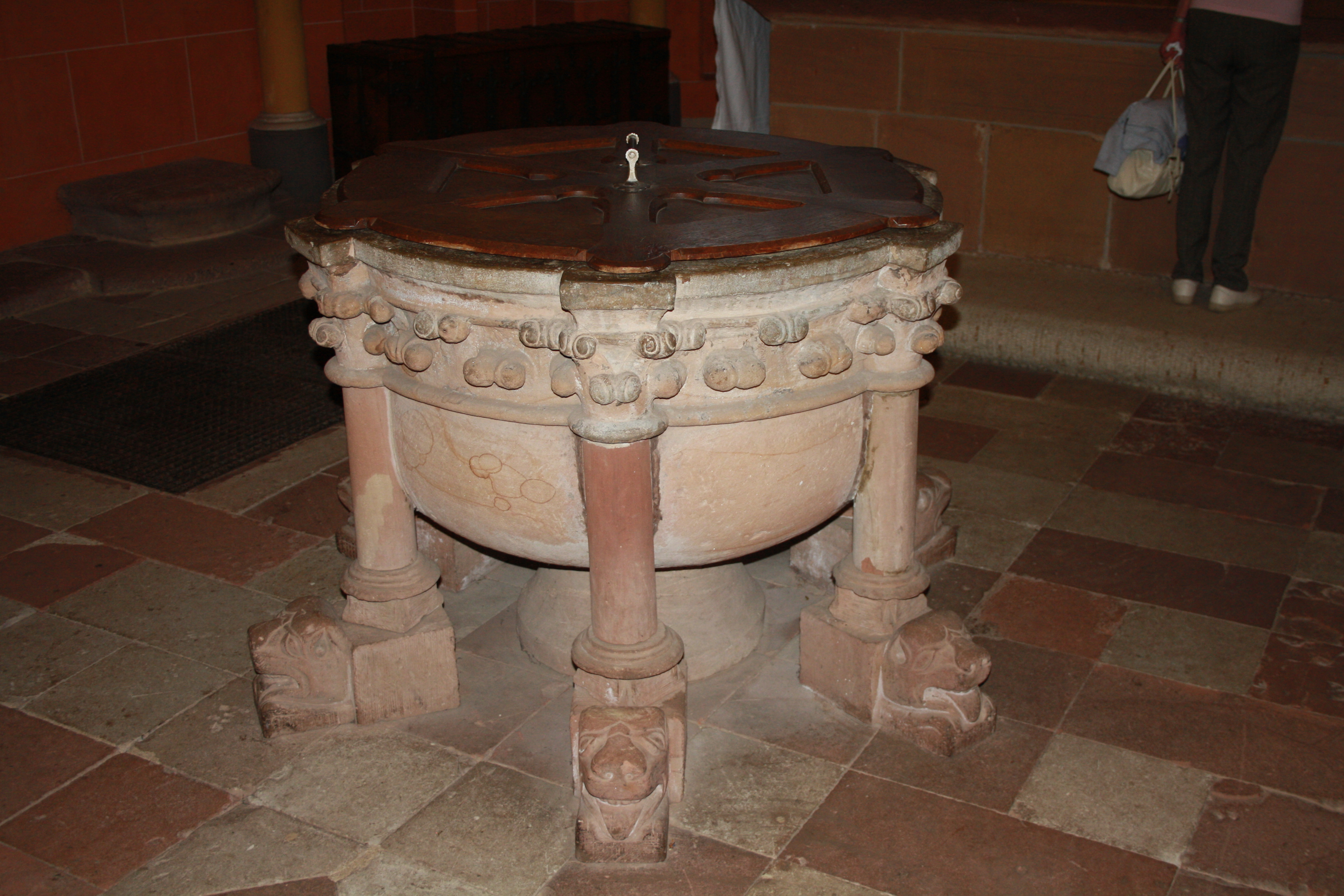
Taufstein

Der spätromanische Taufstein ist wohl noch ein Relikt aus dem Vorgängerbau und steht heute im Chorraum vor dem Hochaltar. Er hat die Gestalt eines Abendmahlkelches, der von sechs einfachen Säulen mit quaderförmigen Basen gestützt wird, denen jeweils an der Schauseite ein auf den Vorderläufen ruhender Löwenkopf vorsteht. Die Säulen werden im oberen Drittel durch ein plastisch gearbeitetes, um das gesamte Korpus laufendes Friesband mit begrenzenden Wölbungen an Ober- und Unterseite und einer in zwei Reihen versetzt angelegten, hervorragenden Volutenverzierung umschlossen. Das genaue Alter des Taufsteins konnte bisher nicht geklärt werden.

#### Gründerstein
Der Gründerstein ist eine schmucklose Steinplatte, verziert mit einem herausgearbeiteten Kreuz und einer umlaufenden Inschrift. Er ist vermutlich die Grabplatte eines 1962 bei Grabungen gefundenen Grabes aus hochkant gestellten, vermörtelten Steinquadern. Dieses Grab befand sich am östlichen Rand der Vierung im Mittelschiff. Bis 1840 lag der Gründerstein in der Mitte der Vierung, erhöht auf kleinen Sockeln, was einen Zusammenhang zwischen Grab und Platte vermuten lässt. Der Stein selbst wird in der Literatur auf das 12. Jahrhundert datiert, die Inschrift in lateinischen Hexametern ist dem Schriftbild nach in das 13. Jahrhundert einzuordnen. Heute befindet er sich in der Südseite des Querhauses, umrahmt von vier Grabsteinen angesehener hessischer Familien. Die Inschrift, die fast identisch auf das Wandbild der Marienkrönung übernommen wurde, lautet:
| Inschrift: ALMUDIS MEA VITA BREVIS FUIT ASPICE QUIS SIS HIC PRIOR INSTITUI TEMPLUM REDITUSQUE RELIQUI HUIC EGO SUCCESSI DINCMUDIS NOMINE GESSI CONVENTUS REGIMEN MULTIS PRAESTANDO JUVAMEN. Almudis, mein Leben war kurz. Siehe her, wer du auch seist, hier habe ich ehedem ein Gotteshaus errichtet und Einkünfte [als Stiftung] hinterlassen; ihr bin ich, Dincmudis, nachgefolgt. Die Führung des Konvents habe ich innegehabt und vielen hilfreichen Beistand gewährt. Sinngemäße Übersetzung der Inschrift: | Gründerstein |

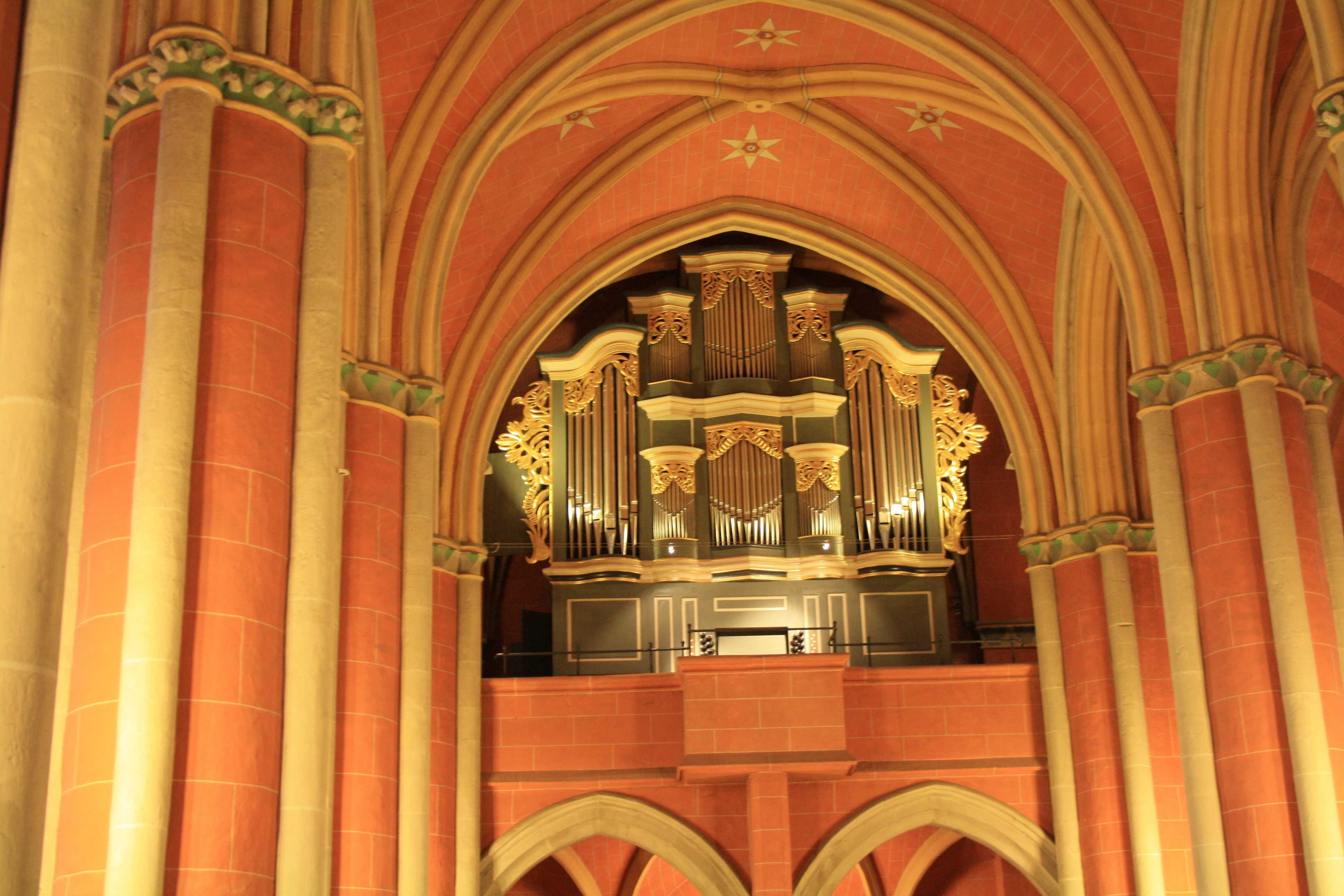
Orgel der Stiftskirche

#### Orgel
Die Vorgängerorgel war ein Renaissance-Positiv, das zwischen 1590 und 1600 wahrscheinlich von Georg Wagner gebaut und im Jahre 1620 nach Wetter überführt wurde. Das „Althefer-Positiv“ ist weitgehend original erhalten, verfügt über sechs Register und steht heute im Universitätsmuseum in Marburg.
Die heutige Orgel der Stiftskirche Wetter stammt aus dem Jahr 1766 und wurde von Johann A. Heinemann aus Laubach als charakteristische Barockorgel erbaut. 1763 wurde der Vertrag geschlossen und die Orgel am 2. Advent 1766 eingeweiht. 1860 bis 1862 erfolgte im Zuge der großen Innenrenovierung eine Umsetzung der Orgel und eine Umgestaltung des Prospektes im neogotischen Stil durch Peter Dickel. Bei Renovierungen in den Jahren 1949/1950 und 1965/1966 wurden der Spieltisch, die Traktur und fünf Register ersetzt. Von 1997 bis 1999 führte die Firma Förster & Nicolaus Orgelbau die Orgel auf den originalen Zustand zurück, rekonstruierte verlorene Register und ergänzte drei Pedalregister in der Bauart Heinemanns auf einer separaten Windlade. Die Kranzgesimse und das Schnitzwerk wurden nach alten Vorbildern erneuert. Zwei Drittel der ursprünglichen Register sind noch erhalten. Die Disposition umfasst 25 Register und lautet wie folgt:
| I Hauptwerk C–e3 |       |      |
| Quintathoena     | 16′   |      |
| Principal        | 8′    | 1999 |
| Gedact           | 8′    |      |
| Floet travers    | 8′    | 1999 |
| Viola di Gamba   | 8′    |      |
| Octava           | 4′    |      |
| Gemshorn         | 4′    |      |
| Gedact           | 4′    |      |
| Sesquialtera II  | 2 ⁄3′ |      |
| Super Oktava     | 2′    |      |
| Waldfloed        | 2′    |      |
| Mixtur IV        | 2′    |      |

| II Oberwerk C–e3 |    |      |
| Hohlfloete       | 8′ |      |
| Gelind Gedact    | 8′ |      |
| Principal        | 4′ | 1999 |
| Floet douce      | 4′ |      |
| Octava           | 2′ |      |
| Mixtur III       | 1′ | 1999 |
| Vox humana       | 8′ | 1999 |

| Pedal C–c1       |     |      |
| Sub Bass         | 16′ |      |
| Octav Bass       | 8′  |      |
| Violon Bass      | 8′  | 1999 |
| Super Octav Bass | 4′  | 1999 |
| Posaun           | 16′ |      |
| Trompet          | 8′  | 1999 |

- Koppeln: II/I, I/P
- Tremulant: Bocktremulant am Windkanal
- Winddruck: 57 mmWS
- Stimmung:
  - Höhe a1= 466 Hz bei 18 °C
  - Kirnberger II

#### Chorfenster
Bereits die mittelalterliche Kirche hatte bunte Chorfenster, das jedenfalls lassen die auf dem Boden der Sakristei unter meterhohem Schutt gefundenen bunten Glasfragmente erahnen, die bei den Renovierungen 1962 zu Tage traten. Die heutigen Chorfenster wurden 1962–66 von Hans Gottfried von Stockhausen in seiner Werkstatt in Stuttgart hergestellt. Als Thema wurde ihm der Vers „Und das Wort ward Fleisch und wohnte unter uns, und wir sahen seine Herrlichkeit, eine Herrlichkeit als des eingeborenen Sohnes vom Vater, voller Gnade und Wahrheit.“ (Joh 1,14 ) vorgegeben. Der Bildschmuck der Medaillons ist bewusst kleinfigürlich gehalten, nach dem Vorbild der Elisabethkirche in Marburg. Zwischen zwei Cherubenfenstern, links und rechts des Altars, zeigen drei Fenster in ihren Medaillons Szenen aus der Bibel. Dabei ist immer ein Bild aus dem Alten Testament einem aus dem neuen Testament gegenübergestellt. Das mittlere zeigt im Dreipass ein Alpha und ein Omega, die Medaillons sind von einem Lebensbaum durchwunden. Die beiden Fenster an der südlichen Chorwand zeigen die Themen „Kirche“ und „Freiheit“.

#### Glocken
Im Turm der Stiftskirche befinden sich fünf Glocken, die im „Salve-Regina-Geläut“ (es1 – g1 – b1 – c2) disponiert sind. Die älteste Glocke stammt aus der Zeit um 1200 und ist damit eine der ältesten Glocken Hessens. Sie wiegt 76 kg und dient der Gemeinde als Totenglocke. Die Hauptglocke („Domina“) wurde laut Inschrift 1575 von Joachim Koels van Warborg gegossen und 1689 an einem Riss geflickt. Zwischen 1909 und 1947 wurde sie neu gegossen, sie wiegt 1310 kg. Die Hochzeitsglocke stammt aus dem Jahr 1595 von Hans Berge aus Eschwege und wiegt 760 kg. 1958 wurden zwei weitere Glocken beschafft. Die eine wiegt 419 kg und wird zum Gedenken an die Kriegsopfer geläutet, die andere mit 299,5 kg zur Taufe.